# Brandýs nad Labem-Stará Boleslav
Brandýs nad Labem-Stará Boleslav (niem. Brandeis an der Elbe-Altbunzlau) – miasto w środkowych Czechach, w kraju środkowoczeskim, w powiecie Praga-Wschód, 6 km na północny wschód od granic Pragi, nad rzeką Łabą. Biegnie tędy autostrada D10 z Pragi przez Mladą Boleslav i Turnov do Liberca i dwie lokalne linie kolejowe (Nymburk–Všetaty i Čelákovice–Neratovice). Miasto liczy 17,5 tys. mieszkańców, jego powierzchnia wynosi 22,6 km².
Miasto powstało w 1960 r. w wyniku połączenia dwóch wcześniej samodzielnych organizmów – lewobrzeżnego Brandýsa nad Labem i prawobrzeżnej Starej Boleslavi. Mimo to wciąż pozostają one de facto dwoma organizmami miejskimi, a nieistniejący formalnie od wielu lat podział utrzymuje się w świadomości mieszkańców. Kiedy doszło do połączenia, mieszkańcy miasta opowiedzieli się za zachowaniem obu historycznych nazw, w wyniku czego Brandýs nad Labem-Stará Boleslav jest dziś najdłuższą nazwą miejscowości w Czechach.
Starszą częścią dwumiasta jest Stará Boleslav. Już w IX wieku powstał tu gród obronny w celu ochrony brodu na Łabie leżącego na tzw. drodze żytawskiej. Według tradycji w 935 r. (w starszej literaturze podaje się także rok 929) został zamordowany, uznany potem świętym, czeski książę Wacław I. Po roku 1039 Brzetysław I wzniósł w tym miejscu bazylikę św. Wacława. Zapoczątkowało to rozwój miasteczka jako ośrodka pielgrzymkowego. Ponadto od XVII wieku rozwijał się tu kult maryjny. Obecnie jest to jedno z najważniejszych miejsc świętych w Czechach.
Z kolei powstały w XII wieku Brandýs nad Labem był z początku małą wioską, do roli miasta awansował w XIII stuleciu. Największy rozwój miejscowości nastąpił w XVI wieku, kiedy powstał okazały renesansowy zamek. W czasie wojny trzydziestoletniej Brandýs, podobnie zresztą jak i Stará Boleslav, został znacznie zniszczony. Na drogę ponownego rozwoju miasteczko weszło w XIX wieku, a to za sprawą przemysłu (największą fabryką, posiadająca liczne filie, była zał. w 1883 r. fabryka maszyn rolniczych rodziny Melicharów) i linii kolejowej. W 1813 r. na brandýskim zamku spotkali się austriacki cesarz Franciszek I, pruski król Fryderyk Wilhelm III oraz rosyjski car Aleksander I w celu przygotowania ataku na wojska napoleońskie.
W centrum Starej Boleslavi znajduje się bazylika św. Wacława, której budowę rozpoczęto w 1039 r. Była dwukrotnie niszczona – w czasie wojen husyckich i wojny trzydziestoletniej. Poświęcenia po ostatniej z przebudów dokonano w roku w 1691. Obok stoi mały romański kościółek św. Klimenta z zachowanymi XII-wiecznymi malowidłami. Kolejnym zabytkowym kościołem jest barokowy kościół Wniebowzięcia NMP z pocz. XVII w. autorstwa G. M. Fillipiego. Znajduje się w nim obraz Palladium ziemi czeskiej, któremu przypisuje się moc ochronną nad Czechami. Niedaleko znajduje się kaplica bł. Podivena (sługi św. Wacława) powstała w 1738 r. według projektu K.I. Dietzenhofera. Zabytkiem jest też zespół 44 kapliczek z końca XVII w. położonych przy drodze ze Starej Boleslavi do Pragi. Pozostałością fortyfikacji miejskich z XIV w. jest brama miejska na pl. św. Wacława. Poza tym można tu zobaczyć szereg budynków barokowych z XVIII wieku, m.in. klasztor jezuitów, budynek plebanii czy dziekanatu. Z młodszych obiektów najbardziej znany jest secesyjny gmach ratusza z 1910 r.
Najważniejszym zabytkiem Brandýsa nad Labem jest renesansowy zamek z końca XV wieku (przebudowany w następnych stuleciach) powstały na miejscu starszego, średniowiecznego zameczku. Otacza go rozległy ogród zamkowy. Pod zamkiem znajduje się młyn, który ze swoimi jedenastoma kołami wodnymi należy do największych w Czechach, kamienny most z 1603 r. i barokowy budynek browaru powstały według projektu Dietzenhofera. Do zabytków architektury gotyckiej w Brandýsie należy kościół św. Wawrzyńca z zachowanymi XIV-wiecznymi freskami i przebudowany potem w duchu baroku kościół św. Piotra. Z doby renesansu pochodzi kościół Nawrócenia św. Pawła zbudowany w latach 1541–1542 dla wspólnoty braci czeskich oraz liczne domy mieszkalne, w tym znajdujący się na rynku Dom Arnolda, w którym obecnie ma siedzibę muzeum. Istnieje tu także założony w 1568 r. cmentarz żydowski. Nad brandýskim rynkiem dominuje XIX-wieczny ratusz.
Historyczne centra Brandýsa nad Labem i Starej Boleslavi stanowią od 1992 r. miejskie strefy zabytkowe. Ponadto bazylika św. Wacława i kościół Wniebowzięcia NMP są narodowymi zabytkami kultury.
28 września 2009 miasto odwiedził w podróży apostolskiej papież Benedykt XVI.

## Galeria

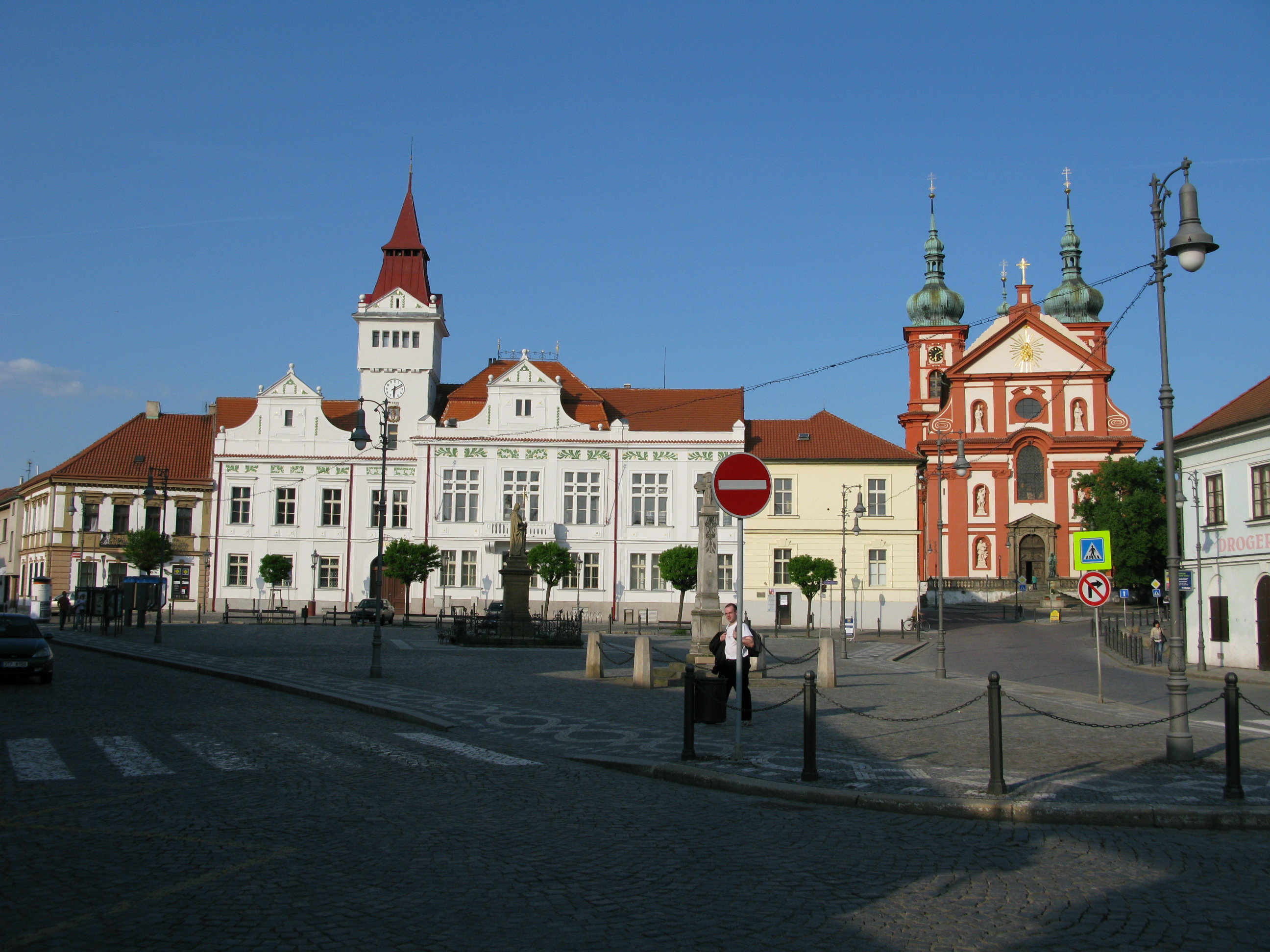
Plac Mariacki w Starej Boleslavi z gmachem ratusza i kościołem Wniebowzięcia NMP
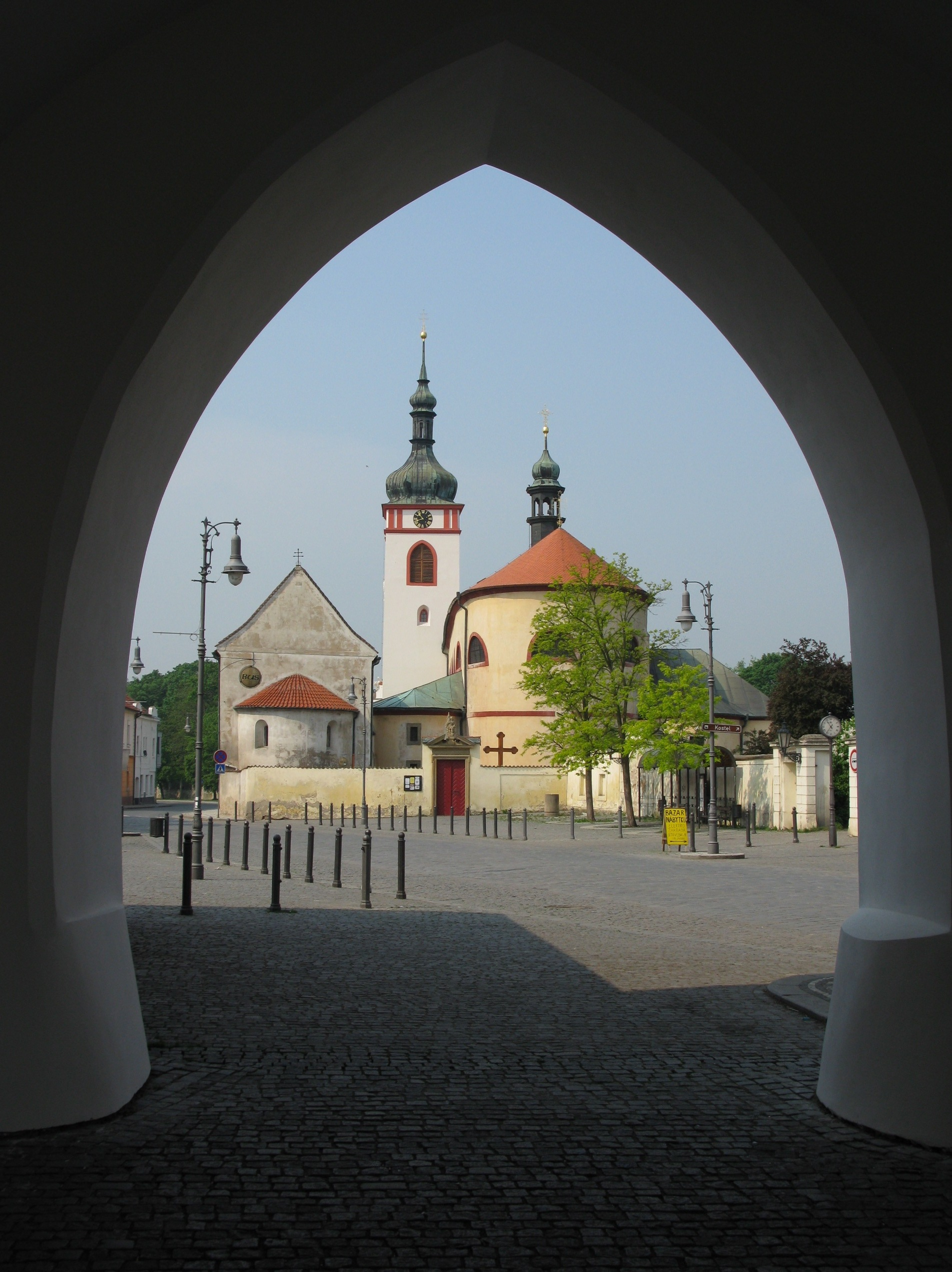
Bazylika św. Wacława i kościółek św. Klimenta
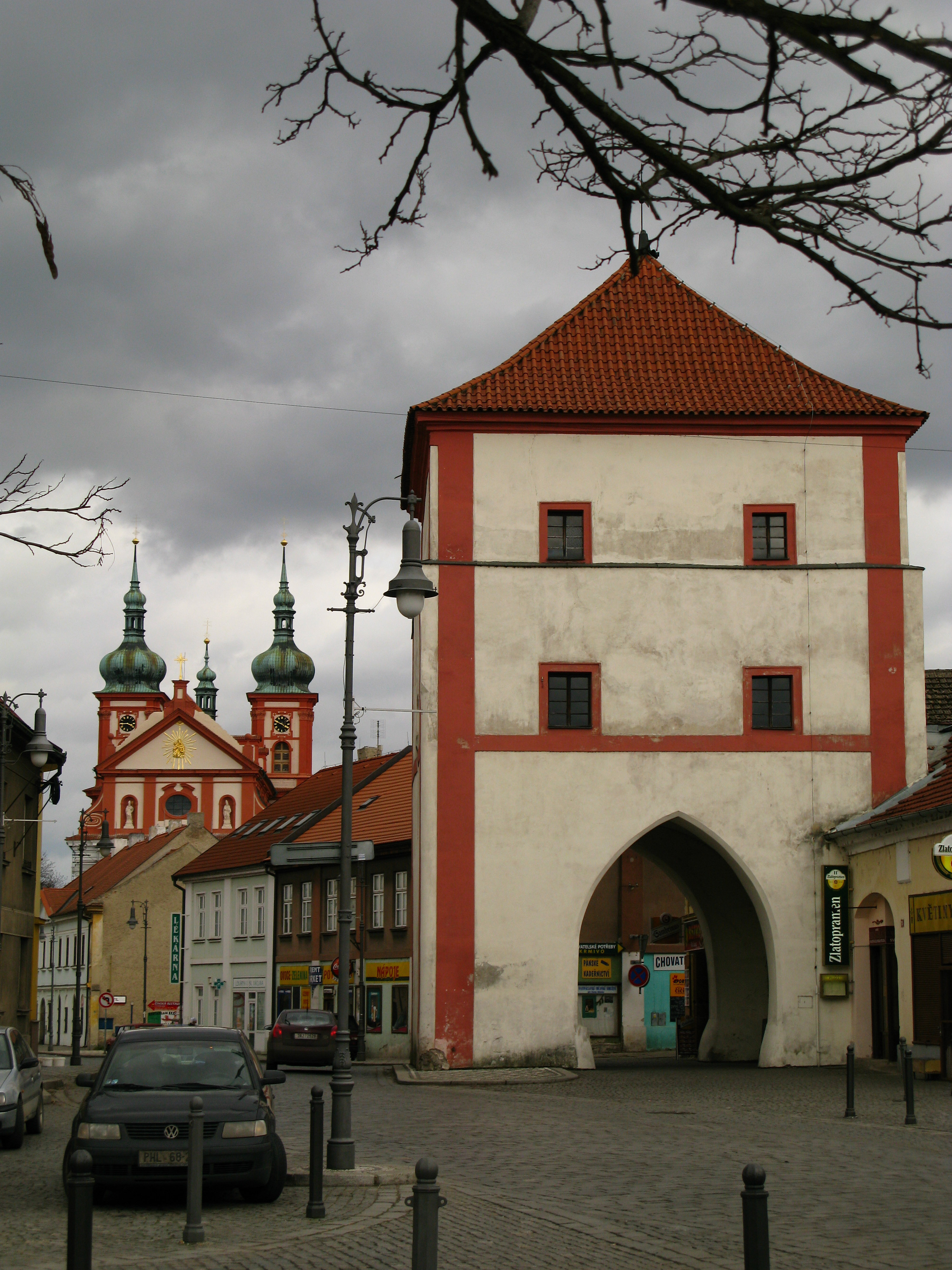
Brama miejska
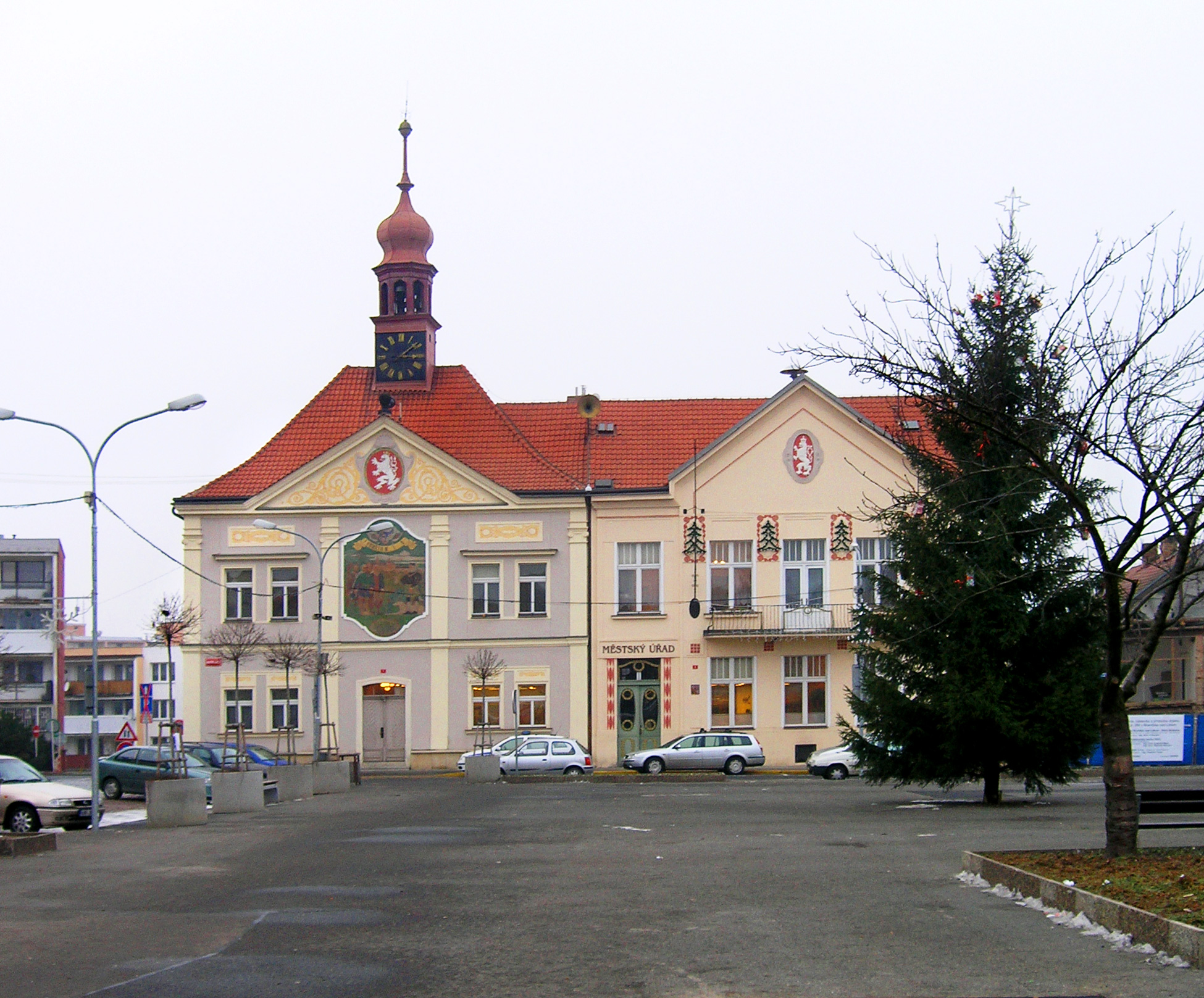
Ratusz w Brandýsie nad Labem

## Miasta partnerskie
- Montescudaio
- Gödöllő
- Turek
- Dunajowce